# A Gazeta (Espírito Santo)
A Gazeta (anteriormente Jornal A Gazeta e site Gazeta Online) é um portal de notícias brasileiro editado na cidade de Vitória, capital do estado do Espírito Santo, de propriedade da Rede Gazeta. A partir de sua fundação em 1928, circulou como jornal impresso por 91 anos e desde 1996 mantinha sua versão digital como site Gazeta Online. Após reformulação profunda em 2019, deixou de ser impresso e ganhou novo domínio na internet, incorporando a marca A Gazeta à estratégia digital do jornal.

## História
Foi fundado em 11 de Setembro de 1928 pelo jornalista Thiers Vellozo.
Em 17 de Julho de 2011, após 83 anos, o jornal A Gazeta passa a circular em tabloide, após 18 meses de pesquisas de opinião segundo a Rede Gazeta que os leitores do jornal queriam um jornal mais prático.
Em 31 de Julho de 2019, a Rede Gazeta anunciou a extinção do edição impressa diária do jornal A Gazeta, que passou a atuar apenas na mídia eletrônica pelo site A Gazeta e pela Rádio CBN Vitória. Uma edição impressa passou a ser publicada semanalmente, aos sábados, em formato de revista. O motivo alegado para o fim do jornal diário foi a migração dos veículos impressos para a internet, onde a audiência acessa noticias em tempo real. A última edição impressa diária foi publicada em no domingo de 29 de setembro daquele ano, e a partir de 30 de setembro todo o conteúdo migrou para as plataformas digitais do grupo. Em 5 de outubro foi publicada a primeira edição impressa semanal de A Gazeta.
Em função da pandemia de covid-19, a Rede Gazeta suspendeu a edição impressa do semanal de A Gazeta em 04 de abril de 2020. Na ocasião, a empresa informou aos assinantes que a suspensão seria temporária. Desde então, nenhuma outra edição impressa do jornal chegou a circular.

### Notícia Agora
O Notícia Agora (NA!) foi um jornal lançado em 2000 pela A Gazeta. Era destinado às classes mais populares. Foi "descontinuado" em 2 de agosto de 2019. Fazia concorrência com o jornal A Tribuna.

## Cadernos
Diários (extintos em 2019)
- Bom Dia
- Cidades
- Brasil & Mundo
- Opinião
- Política
- Economia
- Vida & Ciência
- Esportes
- Caderno 2
- Classificadões

Semanais
- Imóveis
- C2 Prazer & Cia
- C2 Divirta-se
- C2 Pensar
- Motor
- Vida & Família
- Coluna Clube A Gazeta do Assinante
- Revista AG

Sazonais
- Revista do Clube (no último domingo de cada mês)